# Домінік Рашнер
Домінік Рашнер (нім. Dominik Raschner)(23 серпня 1994 , Інсбрук ) — австрійський гірськолижник, призер чемпіонату світу .
Срібну медаль чемпіонату світу Рашнер здобув на світовій першості 2023 року у Куршевелі у паралельному гігантському слаломі.